# あずみマンマ・ミーア
『あずみマンマ・ミーア』は、若尾はるかによる日本の4コマ漫画、およびそれを原作としたテレビアニメ。『週刊ヤングジャンプ』（集英社）において連載された。

## ストーリー
赤ちゃん悪魔「儀助」とそのママ？になった占い師でもある女子高生「あずみ」のお話。

## 登場人物
「声」は、テレビアニメ版の声優。
- 古城あずみ（声：山崎和佳奈）
- 古城リサ（声：高田由美）
- 儀助（声：川田あつ子）
- ヨーコ（声：潘恵子）
- 愛一郎（声：森訓久）
- 龍之介（声：木村歌音）

## 単行本
1. 1994年9月、ISBN 4-08-875053-5
2. 1995年2月、ISBN 4-08-875054-3
3. 1995年8月、ISBN 4-08-875367-4
4. 1996年2月、ISBN 4-08-875368-2
5. 1996年8月、ISBN 4-08-875369-0
6. 1996年9月、ISBN 4-08-875370-4

## テレビアニメ
1997年7月7日から同年10月2日までテレビ朝日系列のスーパーJチャンネル内で放送された。ただし、本作は18時台後半のコーナーアニメだったため、テレビ朝日・新潟テレビ21・北陸朝日放送・山口朝日放送の4局しか放送されなかった（その後のコーナーアニメも同様だった）。

### スタッフ
- プロデューサー - 木村純一（テレビ朝日）、西沢信孝
- 原作 - 若尾はるか（集英社「週刊ヤングジャンプ」）
- 製作担当 - 堀川和政
- キャラクターコンセプトデザイン - 神村幸子
- 美術デザイン - 沢田栄子
- 色彩設計 - 塚田劭
- シリーズディレクター（監督） - 貝澤幸男
- 音楽 - 荒川泰（クレジット無し）、平井光一
- アニメーション制作 - 東映動画（クレジット無し）
- 制作 - テレビ朝日、東映

### 主題歌
オープニングテーマ「MAMMA MIA」
作詞 - 滝龍一郎 / 作曲・編曲 - 福士久美子 / 唄 - polly（ポーリー）
エンディングテーマ「いい天気」
作詞・作曲・唄 - 北川恭子（日本コロムビア） / 編曲 - 佐々木章

### 各話リスト
| 話数   | サブタイトル                 | 脚本     | (絵コンテ) 演出   | 原画         | 美術             |
| ------ | ---------------------------- | -------- | ----------------- | ------------ | ---------------- |
| 第1話  | 悪魔誕生?                    | 小林靖子 | 貝澤幸男          | 青山充       | 沢田栄子         |
| 第2話  | 命名、その名は…              | 小林靖子 | 貝澤幸男          | 山口泰弘     | スタジオキャッツ |
| 第3話  | リサvs儀助                   | 小林靖子 | 貝澤幸男          | 内山まさゆき | 谷口淳一         |
| 第4話  | 儀助、大金入る               | 小林靖子 | 貝澤幸男          | 敷島博英     | スタジオキャッツ |
| 第5話  | 儀助、歯医者に行く           | 小林靖子 | 貝澤幸男          | 横山健次     | 沢田栄子         |
| 第6話  | 動物園だぁ!                  | 小林靖子 | 中村哲治          | オクノメグミ | スタジオキャッツ |
| 第7話  | 男の子、女の子               | 小林靖子 | 中村哲治          | 進藤満尾     | スタジオWHO      |
| 第8話  | ナゾの転校生                 | 小林靖子 | 中村哲治          | 進藤満尾     | スタジオWHO      |
| 第9話  | 儀助、学校へ行く             | 小林靖子 | 中村哲治          | 柴田則子     | スタジオキャッツ |
| 第10話 | 恐怖の追っかけ               | 小林靖子 | 中村哲治          | 堀越久美子   | スタジオWHO      |
| 第11話 | サッカーだ!                  | 小林靖子 | 鈴木卓夫          | 柳瀬譲二     | 沢田栄子         |
| 第12話 | 夢見る龍之介                 | 小林靖子 | 鈴木卓夫          | 柳瀬譲二     | スタジオWHO      |
| 第13話 | フヂエ犬のダイエット         | 小林靖子 | 鈴木卓夫          | 柳瀬譲二     | みにあ～と       |
| 第14話 | おカシな先生                 | 小林靖子 | 鈴木卓夫          | 柳瀬譲二     | みにあ～と       |
| 第15話 | 暑くなってきたから           | 小林靖子 | 鈴木卓夫          | 柳瀬譲二     | スタジオWHO      |
| 第16話 | 儀助とうな丼                 | 小林靖子 | 角銅博之          | 丸山泰英     | 川崎美千代       |
| 第17話 | 嬉しい夏休み                 | 小林靖子 | 角銅博之          | 横山健次     | スタジオWHO      |
| 第18話 | 夏休みのフヂエ犬             | 小林靖子 | 角銅博之          | 横山健次     | みにあ～と       |
| 第19話 | 愛一郎クンスペシャル         | 小林靖子 | 角銅博之          | 横山健次     | スタジオWHO      |
| 第20話 | はじめてのおつかい           | 小林靖子 | 角銅博之          | 横山健次     | みにあ～と       |
| 第21話 | フヂエ犬のバイト             | 小林靖子 | 山田徹            | 楠田悟       | 須和田真         |
| 第22話 | 習い事したいっ!              | 小林靖子 | 山田徹            | 楠田悟       | スタジオキャッツ |
| 第23話 | 楽しいファミレス             | 小林靖子 | 山田徹            | 加藤みき     | スタジオグリーン |
| 第24話 | 海だ! その一                 | 小林靖子 | 山田徹            | 田辺由憲     | 塩崎広光         |
| 第25話 | 海だ! その二                 | 小林靖子 | 山田徹            | 完甘美也子   | 佐藤美幸         |
| 第26話 | おばけだぁ!                  | 小林靖子 | (藤瀬順一) 森一敏 | 滝川和男     | 谷口良子         |
| 第27話 | ヨーコと死神                 | 小林靖子 | (藤瀬順一) 森一敏 | 完甘美也子   | みにあ～と       |
| 第28話 | 死神ちゃんの特技             | 小林靖子 | (藤瀬順一) 森一敏 | 三島利佳     | 塩崎広光         |
| 第29話 | 映画を見よう                 | 小林靖子 | (藤瀬順一) 森一敏 | 滝川和男     | 芳野満雄         |
| 第30話 | 盆踊りだ!                    | 小林靖子 | (藤瀬順一) 森一敏 | 山口泰弘     | みにあ～と       |
| 第31話 | 旅行に行こう                 | 夏樹光   | 中村哲治          | 進藤満尾     | 伊藤信治         |
| 第32話 | キャンプに来た               | 夏樹光   | 中村哲治          | 進藤満尾     | 千田国広         |
| 第33話 | リサのアルバイト             | 夏樹光   | 中村哲治          | 進藤満尾     | 谷口良子         |
| 第34話 | 暑い!                        | 夏樹光   | 中村哲治          | 堀越久美子   | 須和田真         |
| 第35話 | 屋上ビーチ                   | 夏樹光   | 中村哲治          | 柴田則子     | 塩崎広光         |
| 第36話 | 天才? ミチル君               | 小林靖子 | 角銅博之          | 内山まさゆき | みにあ～と       |
| 第37話 | 遊園地へGO!                  | 夏樹光   | 角銅博之          | 永木龍博     | 須和田真         |
| 第38話 | 観察日記                     | 夏樹光   | 角銅博之          | 永木龍博     | みにあ～と       |
| 第39話 | ドッグショー                 | 夏樹光   | 角銅博之          | 永木龍博     | 千田国広         |
| 第40話 | 儀助 大リーグ                | 夏樹光   | 角銅博之          | 丸山泰英     | 伊藤信治         |
| 第41話 | 子猫と儀助                   | 夏樹光   | (西村聡) 池田洋子 | 楠田悟       | 須和田真         |
| 第42話 | 死神ちゃんの家出             | 夏樹光   | (西村聡) 池田洋子 | 楠田悟       | 谷口良子         |
| 第43話 | 始業式                       | 夏樹光   | (西村聡) 池田洋子 | 小山知洋     | スタジオキャッツ |
| 第44話 | 先生の結婚式                 | 夏樹光   | (西村聡) 池田洋子 | 滝川和男     | 沢田栄子         |
| 第45話 | 儀助 夏カゼ                  | 夏樹光   | (西村聡) 池田洋子 | 滝川和男     | 谷口淳一         |
| 第46話 | ガーデンパーティー           | 夏樹光   | 山田徹            | 加藤みき     | 須和田真         |
| 第47話 | スペシャルゲスト? 軒下の悪魔 | 小林靖子 | 山田徹            | 完甘美也子   | スタジオキャッツ |
| 第48話 | 台風!                        | 夏樹光   | 山田徹            | 完甘美也子   | みにあ～と       |
| 第49話 | 楽しい遠足                   | 夏樹光   | 山田徹            | 田辺由憲     | スタジオキャッツ |
| 第50話 | フリーマーケット             | 夏樹光   | 山田徹            | 丸山泰英     | みにあ～と       |
| 第51話 | 学芸会大作戦                 | 夏樹光   | 鈴木卓夫          | 原完治       | 千田国広         |
| 第52話 | 健康ランド                   | 夏樹光   | 鈴木卓夫          | 原完治       | 下川忠海         |
| 第53話 | 好きなスポーツ               | 夏樹光   | 鈴木卓夫          | 本木久年     | 須和田真         |
| 第54話 | ゲームセンター               | 夏樹光   | 鈴木卓夫          | 本木久年     | スタジオWHO      |
| 第55話 | もったいないから             | 夏樹光   | 鈴木卓夫          | 本木久年     | 井出智子         |
| 第56話 | 家庭教師                     | 夏樹光   | (横山健次) 森一敏 | 横山健次     | みにあ～と       |
| 第57話 | 中間試験                     | 夏樹光   | (横山健次) 森一敏 | 横山健次     | みにあ～と       |
| 第58話 | 儀助とサルちん               | 小林靖子 | (横山健次) 森一敏 | 横山健次     | 塩崎広光         |
| 第59話 | 引っ越し                     | 夏樹光   | (横山健次) 森一敏 | 横山健次     | みにあ～と       |
| 第60話 | 転校します                   | 夏樹光   | (横山健次) 森一敏 | 横山健次     | みにあ～と       |

| テレビ朝日系 スーパーJチャンネル内ミニアニメ番組枠 | テレビ朝日系 スーパーJチャンネル内ミニアニメ番組枠 | テレビ朝日系 スーパーJチャンネル内ミニアニメ番組枠 |
| 前番組                                             | 番組名                                             | 次番組                                             |
| -------------------------------------------------- | -------------------------------------------------- | -------------------------------------------------- |
| （枠開始）                                         | あずみマンマ・ミーア                               | ハニ太郎です。                                     |